# Новониколаевский сельский совет (Барвенковский район)
Новониколаевский либо Ново-Николаевский сельский совет — входил до 2020 года в состав Барвенковского района Харьковской области Украины.
Административный центр сельского совета находился в селе Новая Николаевка.

## История
- 1927 — дата образования.

## Населённые пункты совета
- село Новая Николаевка
- село Червоный Лиман

## Ликвидированные населённые пункты
- село Павловка Первая